# Таджикистан на пляжных Азиатских играх 2010
На 2-х Азиатских пляжных играх, проходивших 8—16 декабря 2010 года в столице Омана — Маскате, Таджикистан представляли 8 спортсменов, соревновавшихся в двух видах спорта (бодибилдинге и пляжном волейболе). По итогам Игр таджикская сборная завоевала одну бронзовую медаль.

## Медалисты
| Бронза |                 |                         |
| №      | Спортсмены      | Вид спорта (дисциплина) |
| 1      | Азизджон Азизов | Бодибилдинг (85 кг)     |

## Бодибилдинг
| Дисциплина | Спортсмен           | Результат         | Место |
| ---------- | ------------------- | ----------------- | ----- |
| 65 кг      | Манучехр Нодирхонов | не прошёл в финал | -     |
| 70 кг      | Фирдавс Дустов      | не прошёл в финал | -     |
| 80 кг      | Фируз Давлятов      | 50                | 5     |
| 85 кг      | Азизджон Азизов     | 30                | 3     |

## Пляжный волейбол
Женщины
Группа B
|                                           |      | Матчи | Матчи | Сеты | Сеты | Сеты  | Очки | Очки | Очки  |
| Команда                                   | Очки | В     | П     | В    | П    | В:П   | В    | П    | В:П   |
| ----------------------------------------- | ---- | ----- | ----- | ---- | ---- | ----- | ---- | ---- | ----- |
| 1. Хуан Ин — Юэ Юань                      | 8    | 4     | 0     | 8    | 0    | MAX   | 168  | 76   | 2,211 |
| 2. Фитри Виджаянти — Ририс Иравати        | 7    | 3     | 1     | 6    | 2    | 3,000 | 149  | 122  | 1,221 |
| 3. Пхан Тхи Кам Хонг — Маи Тхи Хоа        | 6    | 2     | 2     | 4    | 4    | 1,000 | 150  | 113  | 1,327 |
| 4. Дарин Ибрахим — Сафа Масуд             | 5    | 1     | 3     | 2    | 6    | 0,333 | 110  | 135  | 0,815 |
| 4. Шахноза Назирова — Рухшона Тайгуншоева | 4    | 0     | 4     | 0    | 8    | 0,000 | 37   | 168  | 0,220 |

| Дата            |                                        | Счёт |                                        | Сет 1 | Сет 2 | Сет 3 |
| --------------- | -------------------------------------- | ---- | -------------------------------------- | ----- | ----- | ----- |
| 10 декабря 2010 | Шахноза Назирова — Рухшона Тайгуншоева | 0-2  | Пхан Тхи Кам Хонг — Маи Тхи Хоа        | 6-21  | 4-21  |       |
| 11 декабря 2010 | Шахноза Назирова — Рухшона Тайгуншоева | 0-2  | Хуан Ин — Юэ Юань                      | 0-21  | 0-21  |       |
| 12 декабря 2010 | Дарин Ибрахим — Сафа Масуд             | 2-0  | Шахноза Назирова — Рухшона Тайгуншоева | 21-5  | 21-4  |       |
| 13 декабря 2010 | Фитри Виджаянти — Ририс Иравати        | 2-0  | Шахноза Назирова — Рухшона Тайгуншоева | 21-9  | 21-9  |       |

Группа C
|                                      |      | Матчи | Матчи | Сеты | Сеты | Сеты  | Очки | Очки | Очки  |
| Команда                              | Очки | В     | П     | В    | П    | В:П   | В    | П    | В:П   |
| ------------------------------------ | ---- | ----- | ----- | ---- | ---- | ----- | ---- | ---- | ----- |
| 1. Юпа Пхонгполи — Камолтип Кулна    | 8    | 4     | 0     | 8    | 1    | 8,000 | 187  | 111  | 1,685 |
| 2. Гоу Найхай — Чжан Хойминь         | 7    | 3     | 1     | 6    | 3    | 2,000 | 179  | 106  | 1,689 |
| 3. Мицуми Одзаки — Андзиэра Исида    | 6    | 2     | 2     | 6    | 4    | 1,500 | 173  | 125  | 1,384 |
| 4. Рената Арауджо — Флорзинья Санчес | 5    | 1     | 3     | 2    | 6    | 0,333 | 73   | 153  | 0,477 |
| 4. Валентина Рене — Залина Каряева   | 4    | 0     | 4     | 0    | 8    | 0,000 | 51   | 168  | 0,304 |

| Дата            |                                   | Счёт |                                 | Сет 1 | Сет 2 | Сет 3 |
| --------------- | --------------------------------- | ---- | ------------------------------- | ----- | ----- | ----- |
| 10 декабря 2010 | Валентина Рене — Залина Каряева   | 0-2  | Мицуми Одзаки — Андзиэра Исида  | 2-21  | 2-21  |       |
| 11 декабря 2010 | Валентина Рене — Залина Каряева   | 0-2  | Юпа Пхонгполи — Камолтип Кулна  | 5-21  | 9-21  |       |
| 12 декабря 2010 | Рената Арауджо — Флорзинья Санчес | 2-0  | Валентина Рене — Залина Каряева | 21-16 | 21-11 |       |
| 13 декабря 2010 | Гоу Найхай — Чжан Хойминь         | 2-0  | Валентина Рене — Залина Каряева | 21-2  | 21-4  |       |